# Rivière Groust
Pour les articles homonymes, voir Groust.
La rivière Groust est un affluent de la rive nord de la rivière Lepellé, dont le courant se déverse successivement sur la rive nord de la rivière Arnaud, puis sur le littoral ouest de la baie d'Ungava. La rivière Groust coule sur le plateau de l'Ungava, dans la toundra arctique, dans le territoire non organisé de Rivière-Koksoak, de la région du Nunavik, dans la région administrative du Nord-du-Québec, au Québec, au Canada.
Le territoire de la rivière est administré par l’Administration régionale Kativik. Ce territoire se situe dans la province naturelle de la péninsule d'Ungava.

## Géographie
Les bassins versants voisins de la rivière Groust sont :
- côté nord : rivière Lepellé ;
- côté est : rivière Lepellé, rivière Arnaud ;
- côté sud : rivière Kuugajaraapik ;
- côté ouest :.

La rivière Groust est un affluent rive droite de la rivière Lepellé. La partie supérieure de la rivière Groust est surtout alimenté par le lac Arnaituuvik à l'ouest du village nordique de Kangirsuk, dans la péninsule d'Ungava.
La rivière Groust coule surtout vers le nord-est jusqu'à son embouchure.
L'embouchure de la rivière Groust est située à 130,8 km à l'ouest du village nordique de Kangirsuk, à 90 km à l'ouest de l'embouchure de la rivière Vachon et à 34,8 km en amont de l'embouchure de la rivière Lepellé.

## Toponymie
Le toponyme Rivière Groust a été officialisé en 1962 par la Commission de géographie du Québec. Ce toponyme évoque l'œuvre de vie de Jean Groult ou Groust, cordonnier engagé chez Pierre Pijon, à Montréal. En 1666, Jean Groust était âgé de 17 ans selon le premier recensement effectué en Nouvelle-France. En 1690, il sera brûlé par un groupe d'Iroquois. Ses deux fils sont parmi les premiers défricheurs de la côte Notre-Dame-de-Vertu (à Montréal).
On peut s'étonner qu'un modeste cordonnier ait donné son nom à une rivière très éloignée de son lieu de vie. Le fait s'explique de la façon suivante.
Au début des années 1960, Hydro-Québec était empressé d'établir l'appellation des rivières du Nord-du-Québec jusque-là anonymes, dans le cadre d'un programme de relevés des débits en m3/s pour fin de développement éventuel de l'hydroélectricité dans le Grand nord québécois. Devant l'inexistence d'un usage toponymique de ces secteurs réputés vierges, la Commission de toponymie attribua à plusieurs plans d'eau une appellation liée à des noms de premiers colons de la Nouvelle-France pour souligner leur contribution à la colonisation de la nouvelle colonie. Variante toponymique de la rivière : Arnaituuviup Kuunga.
Le toponyme rivière Groust a été officialisé le 5 décembre 1968 à la Commission de toponymie du Québec.